# Salvatorianer
Die Salvatorianer (zu Ehren des Salvator Mundi) sind eine katholische Ordensgemeinschaft, die sich in drei Zweige – Ordensmänner, Ordensfrauen und Laien – unterteilt. Der offizielle Name der Salvatorianer ist Societas Divini Salvatoris (Gesellschaft des Göttlichen Heilandes, Ordenskürzel: SDS), der der Salvatorianerinnen Sorores Divini Salvatoris (Schwestern des Göttlichen Heilandes) und jener der Laiensalvatorianer International Community of the Divine Savior (Internationale Gemeinschaft des Göttlichen Heilandes).

## Geschichte
1881 wurden die Salvatorianer von Franziskus Maria vom Kreuze Jordan (1848–1918) gegründet, der 1888 auch, zusammen mit Freifrau Therese von Wüllenweber (1833–1907), den Orden der Salvatorianerinnen ins Leben rief. Maria-Theresia von Wüllenweber wurde 1968 von Papst Paul VI. unter dem Ordensnamen Mutter Maria von den Aposteln seliggesprochen.
Generaloberer des Ordens ist Milton Zonta.
Die deutsche Ordensprovinz wurde 1930 in zwei Provinzen geteilt, die 2009 unter dem Provinzial Leonhard Berchtold mit Sitz in München wiedervereinigt wurde.
Im April 2018 gab es in Deutschland 59 Salvatorianer an acht Orten. Während die Niederlassungen in München-Laim, Berlin-Schmargendorf, Steinfeld (Kall), Maria Steinbach und Bad Wurzach erhalten bleiben, sollen jene in Lochau (Vorarlberg), Münster-St. Gottfried und Stuttgart-Giebel aufgelöst werden. „Einen besonderen Status als Projekt hat die Niederlassung in Gurtweil/Waldshut, dem Geburtsort von Pater Franziskus Jordan, dem Gründer der Salvatorianer. Über die langfristige Perspektive dieser Niederlassung muss noch gesondert entschieden werden.“
Salvatorianerinnen sind in Deutschland in Kerpen-Horrem, Bad Wurzach, Berlin-Waidmannslust, Grevenbroich, Mönchengladbach-Neuwerk, Passau, Steinfeld (Kall), Stralsund, Warburg und Everswinkel präsent.
Weltweit gibt es 1250 Salvatorianerinnen in 30 Ländern, etwa 1200 Salvatorianer und 1300 Salvatorianische Laien.

## Generalsuperiore
- 1881–1915 Franziskus Maria vom Kreuze Jordan
- 1915–1945 Pankratius Pfeiffer
- 1945–1947 Facundus Peterek
- 1947–1953 Franz Emmenegger
- 1953–1965 Bonaventura Josef Schweizer
- 1965–1969 Maurinus Rast
- 1969–1975 Earl Donald Skwor
- 1975–1987 Gerard Rogowski
- 1987–1993 Malachy McBride
- 1993–1999 Karl Hoffmann
- 1999–2013 Andrzej Urbański
- 2013–0000 Milton Zonta

## Spiritualität
Die Salvatorianer lassen sich in ihrer Spiritualität von dem Geistlichen Tagebuch ihres Gründers, Pater Jordan, inspirieren. Besondere Bedeutung und Grundbaustein der Ordensregel ist ein Satz aus dem Johannesevangelium, dessen Umsetzung die Salvatorianer zum Ziel haben: „Das ist das ewige Leben: Dich, den einzigen wahren Gott, zu erkennen und Jesus Christus, den Du gesandt hast.“ (Joh 17,3.)
Pater Jordan begann sein Geistliches Tagebuch mit dem Motto: „Alles zur größeren Ehre Gottes und zum Heil der Seelen“. Die Salvatorianer wollen Jesus Christus als den Heiland der Welt verkünden.